# Uecker
Uecker er en flod i de tyske delstater Brandenburg (hvor den kaldes Ucker) og Mecklenburg-Vorpommern i den nordøstlige del af landet . Den har sit udspring i området Uckermark, nær landsbyen Temmen. Den løber nordover gennem en række mindre søer, og gennem byerne Prenzlau, Pasewalk, Torgelow, Eggesin og Ueckermünde. Nær Ueckermünde munder Uecker ud i Stettin-noret, som er forbundet med Østersøen via de tre sunde Peenestrom, Świna og Dziwna.
Uecker har givet navn til to landkreise, Landkreis Uckermark i Brandenburg og Landkreis Uecker-Randow i Mecklenburg-Vorpommern.
53°45′04″N 14°04′17″Ø / 53.751166°N 14.071414°Ø